# FN FAL
FN FAL är en automatkarbin konstruerad på 1950-talet av belgiska Fabrique Nationale (FN). FAL betyder Fusil Automatique Léger (Lätt automatiskt gevär).
Vapnet fungerar enligt principen vipplås med gasuttag. Kaliber 7,62 × 51 mm NATO och standardmagasinkapacitet 20 patroner.
Kanada var det första av många länder som antog FAL. Storbritannien, som också hörde till de tidigaste kunderna, bestämde sig för att vapnet endast skulle kunna skjuta patronvis eld. Den brittiska arméns variant kallades Self-loading rifle(en) (SLR), och är ett automatgevär. FN FAL har ersatts av vapen i kalibern 5,56 × 45 mm NATO och tillverkas numera endast i Brasilien och USA.
Den svenska försvarsmakten köpte in cirka 100 FN FAL i början 1960-talet till det då nya förbandet kustjägarna. Senare prövade Sverige FN FAL som nytt standardgevär under beteckningen Ak 1 men bestämde sig för att anta tyska G3 istället som i något modifierad form togs i svensk tjänst som Ak 4.